# Schönhagen (Trebbin)
Schönhagen è una frazione della città tedesca di Trebbin, nel Land del Brandeburgo.

## Storia
Nel 2003 il comune di Schönhagen venne soppresso e aggregato alla città di Trebbin.